# Vympel

Emblema del Grupo Výmpel.

El grupo Výmpel (en ruso: Вымпел), igualmente conocido como Grupo Vega o Spetsgruppa V son Spetsnaz (unidad de operaciones especiales de Rusia) del FSB (sucesor del KGB soviético). 
La unidad fue creada el 19 de agosto de 1981 por el General Yuri Drozdov bajo la Dirección en Jefe del KGB. El objetivo de la unidad Osnaz es la especialización en la infiltración profunda, el sabotaje, la acción universal directa/encubierta, la protección de embajadas y de activación de células espías en caso de guerra. La mayoría de los elementos del Výmpel hablan dos o tres lenguas extranjeras, debido a que llevan a cabo operaciones internacionales detrás de las líneas enemigas. Las misiones y tareas específicas no son del conocimiento público.
La unidad adquirió rápidamente la reputación de ser la mejor unidad de las fuerzas especiales soviéticas, sobrepasando las capacidades de sus homólogos del GRU y del MVD.